# Замотаєв Геннадій Георгійович
Генна́дій Гео́ргійович Замота́єв (нар. 11 вересня 1968, м. Запоріжжя, Українська РСР — пом. 12 березня 2016, м. Запоріжжя, Україна) — український військовослужбовець, солдат Збройних сил України, учасник російсько-української війни, позивний «Пчєла». В мирному житті — підприємець, майстер з ремонту автомобілів.

## Життєпис
Народився 1968 року в місті Запоріжжя. Був старшиною внутрішньої служби загону технічної служби Державної пожежної охорони Запоріжжя. По тому займався власним бізнесом з ремонту автомобілів.
У зв'язку з російською збройною агресією проти України в серпні 2014 призваний за частковою мобілізацією як доброволець. 2 вересня прибув до новоствореного 37-го батальйону територіальної оборони Запорізької області (у подальшому — мотопіхотний батальйон). Виконував завдання в районі міст Авдіївка, Маріуполь та населених пунктів Приазов'я.
Солдат, водій 37-го окремого мотопіхотного батальйону «Запоріжжя» (в/ч польова пошта В6266) 93-ї окремої механізованої бригади.
5 квітня 2015-го близько 10:55 поблизу села Широкине, під час зміни позицій для покращення коригування вогню, позашляховик з військовими підірвався на протитанковій міні. Внаслідок вибуху загинули корегувальники старший лейтенант Дмитро Щербак і старший солдат Олег Макеєв. Солдат Замотаєв, який перебував за кермом автомобіля, дістав важких поранень, його відкинуло на 10 метрів від машини — відкрита черепно-мозкова травма, забій головного мозку І ступеню, сильна контузія. Одразу ж був доставлений до реанімаційного відділення лікарні Маріуполя, а звідти — у Дніпро, до обласної лікарні імені Мечникова. З 7 травня продовжив лікування у Запорізькому військовому шпиталі.
Після лікування та реабілітації був звільнений зі Збройних сил за станом здоров'я. Займався волонтерством, їздив до побратимів, допомагав ремонтувати техніку.
Помер 12 березня 2016 близько 8:00 на роботі, у Запоріжжі, через відрив тромбу. Напередодні повернувся з Маріуполя, куди їздив з гуманітарною допомогою.
Похований на Капустяному кладовищі міста Запоріжжя.

### Сім'я
Залишились дружина Вікторія та четверо дітей. Син, Дмитро Замотаєв — майстер спорту України міжнародного класу з боксу, чемпіон України (2013), чемпіон Європи серед молоді (2013), бронзовий призер Чемпіонату світу (2015, Доха). 10-річна донька Аліна займається кікбоксингом. Молодша 4-річна донька Настя хвора на ДЦП.

## Нагороди та відзнаки
- Орден «За мужність» III ступеня, — «за особисту мужність і високий професіоналізм, виявлені у захисті державного суверенітету та територіальної цілісності України, вірність військовій присязі» (23.07.2016)[4].
- Нагрудний знак «Ветеран війни».
- Медаль «За оборону рідної держави» (АТО).
- Рішенням польового отамана Запорізького козацтва представлений до нагородження орденом «Козацька слава» (посмертно).